# Закон Дальтона
Зако́н Дальто́на (закон парціальних тисків) — загальний тиск P суміші ідеальних газів дорівнює сумі парціальних тисків {\displaystyle P_{i}} компонентів у суміші:
{\displaystyle P=P_{1}+P_{2}+\ldots +P_{N}}
чи
{\displaystyle p_{m}=\sum _{k=1}^{k=n}{p_{k}}},
де
{\displaystyle p_{m}} — тиск суміші;
{\displaystyle p_{k}} — парціальний тиск {\displaystyle k}-ого газу;
{\displaystyle n} — кількість окремих газів, що складають газову суміш.
Джон Дальтон встановив цей закон емпірично в 1801. Закон справедливий для газів, близьких до ідеальних. В реальних газах, для яких суттєва взаємодія між молекулами суміші, можуть існувати суттєві відхилення від такого простого правила.
Випаровування над водною поверхнею визначають за допомогою емпіричних формул, одержаних при використанні закону Дальтона.